# 和歌山県立橋本体育館
和歌山県立橋本体育館（わかやまけんりつ はしもとたいいくかいかん、Wakayama Prefectural Hashimoto Gymnasium）は、和歌山県橋本市北馬場にある体育館である。
施設は和歌山県が所有し、公益財団法人橋本市文化スポーツ振興公社に施設管理を委託している。

## 概要
橋本・伊都地方の広域施設として、平成11年（1999年）9月13日に、橋本市運動公園内に開設された。
各種スポーツ大会やコンサート、イベント等も開催することのできる機能を備えている。

## 施設
- メインアリーナ
- サブアリーナ
- 武道室
- トレーニングルーム
- 会議室